# Moszkva–Szentpétervár-vasútvonal

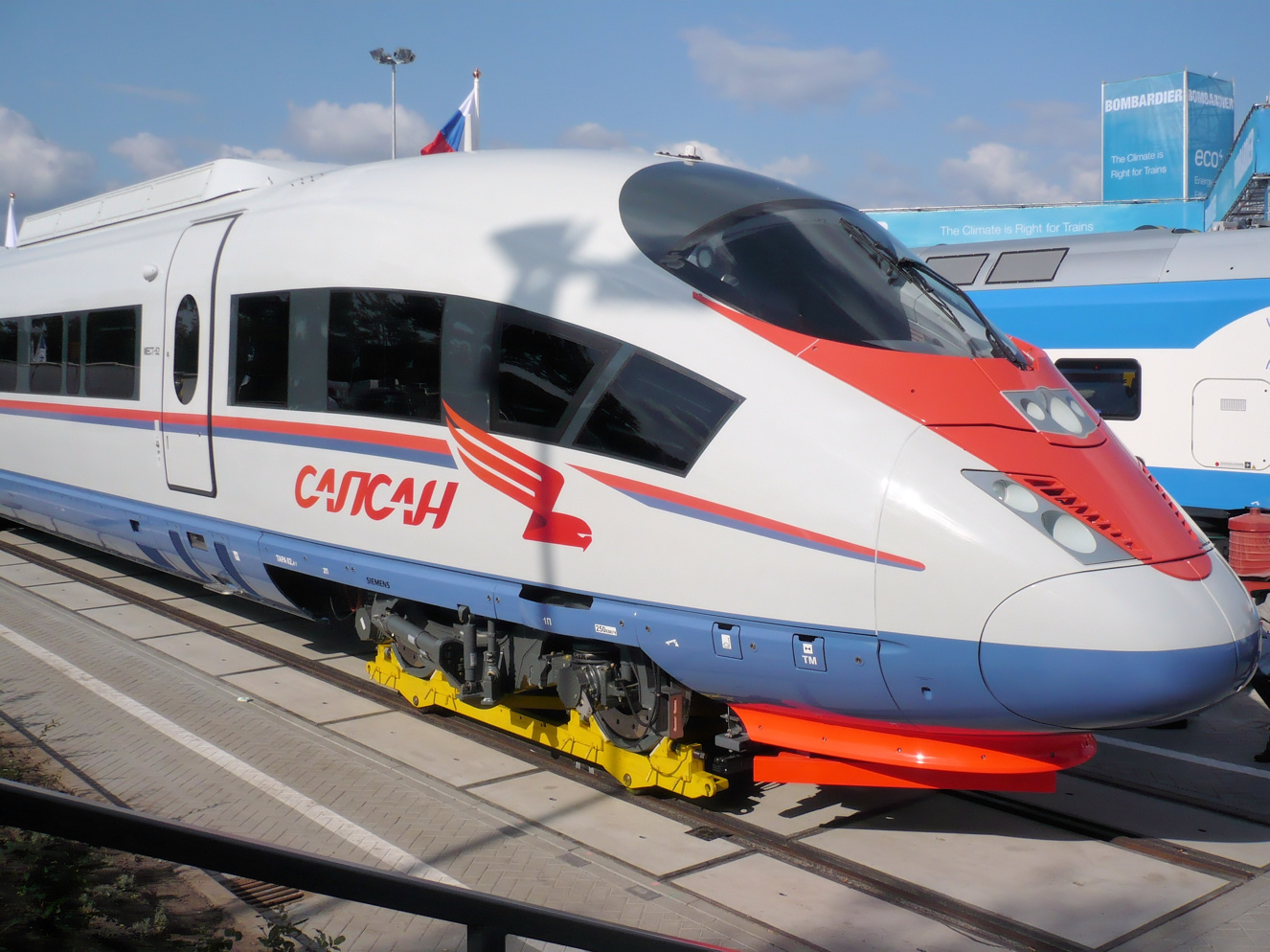
A Szapszan nagysebességű motorvonat

A Moszkva–Szentpétervár-vasútvonal 649,7 kilométer hosszú, kétvágányú, 25 kV 50 Hz-cel villamosított vasútvonal, amely a két nagy oroszországi várost, Moszkvát és Szentpétervárt köti össze. Oroszország öt régióját, a Moszkvai, a Tveri, a Vlagyimiri, a Novgorodi területet és a Leningrádi területet szeli át. Ez Oroszország északnyugati részének fő vasúti közlekedési vonala. Az Oroszországi Vasutak egyik igazgatósága, az Októberi Vasút üzemelteti a Moszkva–Szentpétervár-vasútvonalat.
A jelenlegi megengedett legnagyobb sebesség a vonalon 200 km/h. A leggyorsabb vonatok ezen a vonalon 4,5 óra alatt teszik meg a Moszkva–Szentpétervár útvonalat. 2004-ben kezdték el a vonal felújítását, melynek befejezését követően a megengedett legnagyobb sebesség 250 km/h-ra nőtt. 2009. október 2-án tette meg az első menetrend szerinti útját a  Szapszan, amely 3 óra 45 perc alatt teszi meg ezt a távolságot.